# Плоске (Білоцерківський район)
Пло́ске — село в Україні, у Таращанській міській громаді Білоцерківського району Київської області. Населення становить 683 особи. До 2020 року орган місцевого самоврядування — Плосківська сільська рада
В селі була Свято Михайлівська церква. У 1807 році в ній був священником Петро Климентович Атаманський, а у 1814 році — священник Варлаам Сікорський.

## Відомі люди
- Маркевич Олександр Прокопович (1905—1999) — український зоолог і паразитолог, академік Національної академії наук України. Народився в Плоскому.
- Казимирський Аркадій Григорович (*06.10.1937 -+ 27.10.2021) — член КПРС, журналіст.